# Ronde van Vlaanderen 2020
Ronde van Vlaanderen 2020 – 104. edycja wyścigu kolarskiego Ronde van Vlaanderen, która odbyła się 18 października 2020; wyścig był częścią UCI World Tour 2020.
Wyścig początkowo miał odbyć się 5 kwietnia 2020, jednak, ze względu na pandemię COVID-19, Międzynarodowa Unia Kolarska dokonała znaczących zmian w kalendarzu cyklu UCI World Tour 2020, w wyniku których zmagania we Flandrii zostały przeniesione na 18 października 2020.

## Uczestnicy

### Drużyny
| WorldTeams (19)- AG2R La Mondiale - Astana - Bahrain McLaren - Bora-Hansgrohe - CCC Team - Cofidis - Deceuninck-Quick Step - EF Pro Cycling - Groupama-FDJ - Israel Start-Up Nation - Lotto Soudal - Mitchelton-Scott - Movistar Team - NTT Pro Cycling - Ineos Grenadiers - Jumbo-Visma - Team Sunweb - Trek-Segafredo - UAE Team Emirates ProTeams (6)- Alpecin-Fenix - Bingoal-Wallonie Bruxelles - B&B Hotels-Vital Concept p/b KTM - Circus-Wanty Gobert - Total Direct Énergie - Sport Vlaanderen-Baloise |
| |

### Lista startowa
| EF Pro Cycling EF1 | EF Pro Cycling EF1        | EF Pro Cycling EF1 |
| ------------------ | ------------------------- | ------------------ |
| Nr                 | Kolarz                    | Miejsce            |
| 1                  | Alberto Bettiol (ITA)     | 16.                |
| 2                  | Sep Vanmarcke (BEL)       | 17.                |
| 3                  | Stefan Bissegger (SUI)    | DNF                |
| 4                  | Jens Keukeleire (BEL)     | 27.                |
| 5                  | Sebastian Langeveld (NED) | 60.                |
| 6                  | Jonas Rutsch (GER)        | 91.                |
| 7                  | Thomas Scully (NZL)       | DNF                |

| Deceuninck-Quick Step DQT | Deceuninck-Quick Step DQT        | Deceuninck-Quick Step DQT |
| ------------------------- | -------------------------------- | ------------------------- |
| Nr                        | Kolarz                           | Miejsce                   |
| 11                        | Julian Alaphilippe (FRA) (szosa) | DNF                       |
| 12                        | Kasper Asgreen (DEN) (szosa)     | 13.                       |
| 13                        | Tim Declercq (BEL)               | 38.                       |
| 14                        | Dries Devenyns (BEL)             | 57.                       |
| 15                        | Yves Lampaert (BEL)              | 5.                        |
| 16                        | Florian Sénéchal (FRA)           | 12.                       |
| 17                        | Zdeněk Štybar (CZE)              | 73.                       |

| Lotto-Soudal LTS | Lotto-Soudal LTS         | Lotto-Soudal LTS |
| ---------------- | ------------------------ | ---------------- |
| Nr               | Kolarz                   | Miejsce          |
| 21               | Tim Wellens (BEL)        | DNF              |
| 22               | Jasper De Buyst (BEL)    | 18.              |
| 23               | John Degenkolb (GER)     | 9.               |
| 24               | Roger Kluge (GER)        | 36.              |
| 25               | Stan Dewulf (BEL)        | DNF              |
| 26               | Frederik Frison (BEL)    | 41.              |
| 27               | Florian Vermeersch (BEL) | DNF              |

| AG2R La Mondiale ALM | AG2R La Mondiale ALM    | AG2R La Mondiale ALM |
| -------------------- | ----------------------- | -------------------- |
| Nr                   | Kolarz                  | Miejsce              |
| 31                   | Oliver Naesen (BEL)     | 7.                   |
| 32                   | Silvan Dillier (SUI)    | DNF                  |
| 33                   | Julien Duval (FRA)      | DNF                  |
| 34                   | Alexis Gougeard (FRA)   | DNF                  |
| 35                   | Lawrence Naesen (BEL)   | 35.                  |
| 36                   | Stijn Vandenbergh (BEL) | 46.                  |
| 37                   | Romain Bardet (FRA)     | 25.                  |

| Jumbo-Visma TJV | Jumbo-Visma TJV             | Jumbo-Visma TJV |
| --------------- | --------------------------- | --------------- |
| Nr              | Kolarz                      | Miejsce         |
| 41              | Wout van Aert (BEL)         | 2.              |
| 42              | Pascal Eenkhoorn (NED)      | 104.            |
| 43              | Amund Grøndahl Jansen (NOR) | DNF             |
| 44              | Taco van der Hoorn (NED)    | DNF             |
| 45              | Timo Roosen (NED)           | 106.            |
| 46              | Bert-Jan Lindeman (NED)     | DNF             |
| 47              | Maarten Wynants (BEL)       | DNF             |

| Alpecin-Fenix AFC | Alpecin-Fenix AFC                  | Alpecin-Fenix AFC |
| ----------------- | ---------------------------------- | ----------------- |
| Nr                | Kolarz                             | Miejsce           |
| 51                | Mathieu van der Poel (NED) (szosa) | 1.                |
| 52                | Dries De Bondt (BEL) (szosa)       | DNF               |
| 53                | Jonas Rickaert (BEL)               | 53.               |
| 54                | Alexander Krieger (GER)            | DNF               |
| 55                | Petr Vakoč (CZE)                   | 70.               |
| 56                | Otto Vergaerde (BEL)               | 34.               |
| 57                | Gianni Vermeersch (BEL)            | DNF               |

| Bora-Hansgrohe BOH | Bora-Hansgrohe BOH          | Bora-Hansgrohe BOH |
| ------------------ | --------------------------- | ------------------ |
| Nr                 | Kolarz                      | Miejsce            |
| 61                 | Marcus Burghardt (GER)      | 43.                |
| 62                 | Jean-Pierre Drucker (LUX)   | 37.                |
| 63                 | Oscar Gatto (ITA)           | DNF                |
| 64                 | Gregor Mühlberger (AUT)     | 100.               |
| 65                 | Daniel Oss (ITA)            | 61.                |
| 66                 | Lukas Pöstlberger (AUT)     | 97.                |
| 67                 | Maximilian Schachmann (GER) | 98.                |

| CCC Team CCC | CCC Team CCC                   | CCC Team CCC |
| ------------ | ------------------------------ | ------------ |
| Nr           | Kolarz                         | Miejsce      |
| 71           | Matteo Trentin (ITA)           | 62.          |
| 72           | Jonas Koch (GER)               | 109.         |
| 73           | Michael Schär (SUI)            | 84.          |
| 74           | Gijs Van Hoecke (BEL)          | 42.          |
| 75           | Nathan Van Hooydonck (BEL)     | 49.          |
| 76           | Guillaume Van Keirsbulck (BEL) | 79.          |
| 77           | Francisco Ventoso (ESP)        | DNF          |

| Trek-Segafredo TFS | Trek-Segafredo TFS   | Trek-Segafredo TFS |
| ------------------ | -------------------- | ------------------ |
| Nr                 | Kolarz               | Miejsce            |
| 81                 | Mads Pedersen (DEN)  | 59.                |
| 82                 | Alex Kirsch (LUX)    | 96.                |
| 83                 | Ryan Mullen (IRL)    | DNF                |
| 84                 | Kiel Reijnen (USA)   | DNF                |
| 85                 | Toms Skujiņš (LAT)   | 81.                |
| 86                 | Jasper Stuyven (BEL) | 26.                |
| 87                 | Edward Theuns (BEL)  | 74.                |

| Groupama-FDJ GFC | Groupama-FDJ GFC       | Groupama-FDJ GFC |
| ---------------- | ---------------------- | ---------------- |
| Nr               | Kolarz                 | Miejsce          |
| 91               | Stefan Küng (SUI)      | 102.             |
| 92               | Mickaël Delage (FRA)   | DNF              |
| 93               | Kevin Geniets (LUX)    | 64.              |
| 94               | Fabian Lienhard (SUI)  | 95.              |
| 95               | Rudy Molard (FRA)      | 40.              |
| 96               | Valentin Madouas (FRA) | 14.              |
| 97               | Jake Stewart (GBR)     | DNF              |

| Israel Start-Up Nation ISN | Israel Start-Up Nation ISN | Israel Start-Up Nation ISN |
| -------------------------- | -------------------------- | -------------------------- |
| Nr                         | Kolarz                     | Miejsce                    |
| 101                        | Nils Politt (GER)          | 19.                        |
| 102                        | Norman Vahtra (EST)        | DNF                        |
| 103                        | Guillaume Boivin (CAN)     | DNF                        |
| 104                        | Itamar Einhorn (ISR)       | DNF                        |
| 105                        | Hugo Hofstetter (FRA)      | DNF                        |
| 106                        | Travis McCabe (USA)        | DNF                        |
| 107                        | Tom Van Asbroeck (BEL)     | 32.                        |

| Bahrain McLaren TBM | Bahrain McLaren TBM   | Bahrain McLaren TBM |
| ------------------- | --------------------- | ------------------- |
| Nr                  | Kolarz                | Miejsce             |
| 111                 | Mark Cavendish (GBR)  | DNF                 |
| 112                 | Sonny Colbrelli (ITA) | 47.                 |
| 113                 | Luka Pibernik (SLO)   | DNF                 |
| 114                 | Feng Chun-kai (TPE)   | DNF                 |
| 115                 | Marco Haller (AUT)    | 55.                 |
| 116                 | Fred Wright (GBR)     | DNF                 |
| 117                 | Dylan Teuns (BEL)     | 11.                 |

| Mitchelton-Scott MTS | Mitchelton-Scott MTS          | Mitchelton-Scott MTS |
| -------------------- | ----------------------------- | -------------------- |
| Nr                   | Kolarz                        | Miejsce              |
| 121                  | Jack Bauer (NZL)              | 69.                  |
| 122                  | Luke Durbridge (AUS)          | 48.                  |
| 123                  | Alexander Edmondson (AUS)     | 105.                 |
| 124                  | Christopher Juul-Jensen (DEN) | DNF                  |
| 125                  | Alexander Konychev (ITA)      | 76.                  |
| 126                  | Luka Mezgec (SLO)             | 23.                  |
| 127                  | Kaden Groves (AUS)            | DNF                  |

| Movistar Team MOV | Movistar Team MOV     | Movistar Team MOV |
| ----------------- | --------------------- | ----------------- |
| Nr                | Kolarz                | Miejsce           |
| 131               | Iñigo Elosegui (ESP)  | DNF               |
| 132               | Juan Diego Alba (COL) | DNF               |
| 134               | Johan Jacobs (SUI)    | DNF               |
| 135               | Lluís Mas (ESP)       | DNF               |
| 136               | Sebastián Mora (ESP)  | 68.               |
| 137               | Eduard Prades (ESP)   |                   |

| NTT Pro Cycling NTT | NTT Pro Cycling NTT               | NTT Pro Cycling NTT |
| ------------------- | --------------------------------- | ------------------- |
| Nr                  | Kolarz                            | Miejsce             |
| 141                 | Edvald Boasson Hagen (NOR)        | 52.                 |
| 142                 | Samuele Battistella (ITA)         | DNF                 |
| 143                 | Max Walscheid (GER)               | 30.                 |
| 144                 | Michael Gogl (AUT)                | 28.                 |
| 145                 | Michael Valgren (DEN)             | 21.                 |
| 146                 | Reinardt Janse van Rensburg (RSA) | 72.                 |
| 147                 | Rasmus Tiller (NOR)               | 86.                 |

| Ineos Grenadiers IGD | Ineos Grenadiers IGD      | Ineos Grenadiers IGD |
| -------------------- | ------------------------- | -------------------- |
| Nr                   | Kolarz                    | Miejsce              |
| 151                  | Michał Kwiatkowski (POL)  | 54.                  |
| 152                  | Leonardo Basso (ITA)      | DNF                  |
| 153                  | Owain Doull (GBR)         | 101.                 |
| 154                  | Christian Knees (GER)     | 103.                 |
| 155                  | Christopher Lawless (GBR) | 99.                  |
| 156                  | Luke Rowe (GBR)           | 50.                  |
| 157                  | Dylan van Baarle (NED)    | 8.                   |

| Team Sunweb SUN | Team Sunweb SUN            | Team Sunweb SUN |
| --------------- | -------------------------- | --------------- |
| Nr              | Kolarz                     | Miejsce         |
| 161             | Tiesj Benoot (BEL)         | 10.             |
| 162             | Cees Bol (NED)             | DNF             |
| 163             | Nikias Arndt (GER)         | 39.             |
| 164             | Nils Eekhoff (NED)         | 58.             |
| 165             | Søren Kragh Andersen (DEN) | DNF             |
| 166             | Alberto Dainese (ITA)      | DNF             |
| 167             | Joris Nieuwenhuis (NED)    | 33.             |

| Astana AST | Astana AST              | Astana AST |
| ---------- | ----------------------- | ---------- |
| Nr         | Kolarz                  | Miejsce    |
| 171        | Daniił Fominych (KAZ)   | DNF        |
| 172        | Laurens De Vreese (BEL) | 77.        |
| 173        | Jewgienij Gidicz (KAZ)  | 89.        |
| 175        | Hugo Houle (CAN)        | 44.        |
| 176        | Davide Martinelli (ITA) | 87.        |
| 177        | Artiom Zacharow (KAZ)   | DNF        |

| UAE Team Emirates UAD | UAE Team Emirates UAD      | UAE Team Emirates UAD |
| --------------------- | -------------------------- | --------------------- |
| Nr                    | Kolarz                     | Miejsce               |
| 181                   | Alexander Kristoff (NOR)   | 3.                    |
| 182                   | Tom Bohli (SUI)            | 80.                   |
| 183                   | Sven Erik Bystrøm (NOR)    | 20.                   |
| 184                   | Vegard Stake Laengen (NOR) | DNF                   |
| 185                   | Marco Marcato (ITA)        | 51.                   |
| 187                   | Rui Oliveira (POR)         |                       |

| Cofidis COF | Cofidis COF              | Cofidis COF |
| ----------- | ------------------------ | ----------- |
| Nr          | Kolarz                   | Miejsce     |
| 191         | Piet Allegaert (BEL)     | 31.         |
| 192         | Dimitri Claeys (BEL)     | 6.          |
| 193         | Damien Touzé (FRA)       | 63.         |
| 194         | Christophe Laporte (FRA) | 82.         |
| 195         | Cyril Lemoine (FRA)      | 56.         |
| 196         | Attilio Viviani (ITA)    | DNF         |
| 197         | Julien Vermote (BEL)     | DNF         |

| Bingoal-Wallonie Bruxelles WVA | Bingoal-Wallonie Bruxelles WVA | Bingoal-Wallonie Bruxelles WVA |
| ------------------------------ | ------------------------------ | ------------------------------ |
| Nr                             | Kolarz                         | Miejsce                        |
| 201                            | Kenny Molly (BEL)              | DNS                            |
| 202                            | Arjen Livyns (BEL)             | 29.                            |
| 203                            | Dimitri Peyskens (BEL)         | DNF                            |
| 204                            | Luc Wirtgen (LUX)              | 88.                            |
| 205                            | Joël Suter (SUI)               | 110.                           |
| 206                            | Lionel Taminiaux (BEL)         | 92.                            |
| 207                            | Tom Wirtgen (LUX)              | 90.                            |

| Circus-Wanty Gobert CWG | Circus-Wanty Gobert CWG    | Circus-Wanty Gobert CWG |
| ----------------------- | -------------------------- | ----------------------- |
| Nr                      | Kolarz                     | Miejsce                 |
| 211                     | Pieter Vanspeybrouck (BEL) | DNF                     |
| 212                     | Boy van Poppel (NED)       | 107.                    |
| 213                     | Ludwig De Winter (BEL)     | DNF                     |
| 214                     | Maurits Lammertink (NED)   | DNF                     |
| 215                     | Xandro Meurisse (BEL)      | 15.                     |
| 216                     | Danny van Poppel (NED)     | 108.                    |
| 217                     | Andrea Pasqualon (ITA)     | 24.                     |

| Sport Vlaanderen-Baloise SVB | Sport Vlaanderen-Baloise SVB | Sport Vlaanderen-Baloise SVB |
| ---------------------------- | ---------------------------- | ---------------------------- |
| Nr                           | Kolarz                       | Miejsce                      |
| 221                          | Cédric Beullens (BEL)        | 75.                          |
| 222                          | Amaury Capiot (BEL)          | 22.                          |
| 223                          | Gilles De Wilde (BEL)        | DNF                          |
| 224                          | Thomas Sprengers (BEL)       | 85.                          |
| 225                          | Fabio Van den Bossche (BEL)  | 67.                          |
| 226                          | Thimo Willems (BEL)          | DNF                          |
| 227                          | Milan Menten (BEL)           | 78.                          |

| B&B Hotels-Vital Concept p/b KTM BVC | B&B Hotels-Vital Concept p/b KTM BVC | B&B Hotels-Vital Concept p/b KTM BVC |
| ------------------------------------ | ------------------------------------ | ------------------------------------ |
| Nr                                   | Kolarz                               | Miejsce                              |
| 231                                  | Frederik Backaert (BEL)              | DNF                                  |
| 232                                  | Cyril Barthe (FRA)                   | 66.                                  |
| 233                                  | Bryan Coquard (FRA)                  | DNF                                  |
| 234                                  | Bert De Backer (BEL)                 | DNF                                  |
| 235                                  | Jens Debusschere (BEL)               | DNF                                  |
| 236                                  | Jérémy Lecroq (FRA)                  | 71.                                  |
| 237                                  | Luca Mozzato (ITA)                   | DNF                                  |

| Total Direct Énergie TDE | Total Direct Énergie TDE | Total Direct Énergie TDE |
| ------------------------ | ------------------------ | ------------------------ |
| Nr                       | Kolarz                   | Miejsce                  |
| 241                      | Niki Terpstra (NED)      | 111.                     |
| 242                      | Geoffrey Soupe (FRA)     | 94.                      |
| 243                      | Florian Maitre (FRA)     | 83.                      |
| 244                      | Adrien Petit (FRA)       | DNF                      |
| 245                      | Anthony Turgis (FRA)     | 4.                       |
| 246                      | Dries Van Gestel (BEL)   | 45.                      |
| 247                      | Romain Cardis (FRA)      | DNF                      |

| EF Pro Cycling EF1 | EF Pro Cycling EF1        | EF Pro Cycling EF1 |
| ------------------ | ------------------------- | ------------------ |
| Nr                 | Kolarz                    | Miejsce            |
| 1                  | Alberto Bettiol (ITA)     | 16.                |
| 2                  | Sep Vanmarcke (BEL)       | 17.                |
| 3                  | Stefan Bissegger (SUI)    | DNF                |
| 4                  | Jens Keukeleire (BEL)     | 27.                |
| 5                  | Sebastian Langeveld (NED) | 60.                |
| 6                  | Jonas Rutsch (GER)        | 91.                |
| 7                  | Thomas Scully (NZL)       | DNF                |

| Deceuninck-Quick Step DQT | Deceuninck-Quick Step DQT        | Deceuninck-Quick Step DQT |
| ------------------------- | -------------------------------- | ------------------------- |
| Nr                        | Kolarz                           | Miejsce                   |
| 11                        | Julian Alaphilippe (FRA) (szosa) | DNF                       |
| 12                        | Kasper Asgreen (DEN) (szosa)     | 13.                       |
| 13                        | Tim Declercq (BEL)               | 38.                       |
| 14                        | Dries Devenyns (BEL)             | 57.                       |
| 15                        | Yves Lampaert (BEL)              | 5.                        |
| 16                        | Florian Sénéchal (FRA)           | 12.                       |
| 17                        | Zdeněk Štybar (CZE)              | 73.                       |

| Lotto-Soudal LTS | Lotto-Soudal LTS         | Lotto-Soudal LTS |
| ---------------- | ------------------------ | ---------------- |
| Nr               | Kolarz                   | Miejsce          |
| 21               | Tim Wellens (BEL)        | DNF              |
| 22               | Jasper De Buyst (BEL)    | 18.              |
| 23               | John Degenkolb (GER)     | 9.               |
| 24               | Roger Kluge (GER)        | 36.              |
| 25               | Stan Dewulf (BEL)        | DNF              |
| 26               | Frederik Frison (BEL)    | 41.              |
| 27               | Florian Vermeersch (BEL) | DNF              |

| AG2R La Mondiale ALM | AG2R La Mondiale ALM    | AG2R La Mondiale ALM |
| -------------------- | ----------------------- | -------------------- |
| Nr                   | Kolarz                  | Miejsce              |
| 31                   | Oliver Naesen (BEL)     | 7.                   |
| 32                   | Silvan Dillier (SUI)    | DNF                  |
| 33                   | Julien Duval (FRA)      | DNF                  |
| 34                   | Alexis Gougeard (FRA)   | DNF                  |
| 35                   | Lawrence Naesen (BEL)   | 35.                  |
| 36                   | Stijn Vandenbergh (BEL) | 46.                  |
| 37                   | Romain Bardet (FRA)     | 25.                  |

| Jumbo-Visma TJV | Jumbo-Visma TJV             | Jumbo-Visma TJV |
| --------------- | --------------------------- | --------------- |
| Nr              | Kolarz                      | Miejsce         |
| 41              | Wout van Aert (BEL)         | 2.              |
| 42              | Pascal Eenkhoorn (NED)      | 104.            |
| 43              | Amund Grøndahl Jansen (NOR) | DNF             |
| 44              | Taco van der Hoorn (NED)    | DNF             |
| 45              | Timo Roosen (NED)           | 106.            |
| 46              | Bert-Jan Lindeman (NED)     | DNF             |
| 47              | Maarten Wynants (BEL)       | DNF             |

| Alpecin-Fenix AFC | Alpecin-Fenix AFC                  | Alpecin-Fenix AFC |
| ----------------- | ---------------------------------- | ----------------- |
| Nr                | Kolarz                             | Miejsce           |
| 51                | Mathieu van der Poel (NED) (szosa) | 1.                |
| 52                | Dries De Bondt (BEL) (szosa)       | DNF               |
| 53                | Jonas Rickaert (BEL)               | 53.               |
| 54                | Alexander Krieger (GER)            | DNF               |
| 55                | Petr Vakoč (CZE)                   | 70.               |
| 56                | Otto Vergaerde (BEL)               | 34.               |
| 57                | Gianni Vermeersch (BEL)            | DNF               |

| Bora-Hansgrohe BOH | Bora-Hansgrohe BOH          | Bora-Hansgrohe BOH |
| ------------------ | --------------------------- | ------------------ |
| Nr                 | Kolarz                      | Miejsce            |
| 61                 | Marcus Burghardt (GER)      | 43.                |
| 62                 | Jean-Pierre Drucker (LUX)   | 37.                |
| 63                 | Oscar Gatto (ITA)           | DNF                |
| 64                 | Gregor Mühlberger (AUT)     | 100.               |
| 65                 | Daniel Oss (ITA)            | 61.                |
| 66                 | Lukas Pöstlberger (AUT)     | 97.                |
| 67                 | Maximilian Schachmann (GER) | 98.                |

| CCC Team CCC | CCC Team CCC                   | CCC Team CCC |
| ------------ | ------------------------------ | ------------ |
| Nr           | Kolarz                         | Miejsce      |
| 71           | Matteo Trentin (ITA)           | 62.          |
| 72           | Jonas Koch (GER)               | 109.         |
| 73           | Michael Schär (SUI)            | 84.          |
| 74           | Gijs Van Hoecke (BEL)          | 42.          |
| 75           | Nathan Van Hooydonck (BEL)     | 49.          |
| 76           | Guillaume Van Keirsbulck (BEL) | 79.          |
| 77           | Francisco Ventoso (ESP)        | DNF          |

| Trek-Segafredo TFS | Trek-Segafredo TFS   | Trek-Segafredo TFS |
| ------------------ | -------------------- | ------------------ |
| Nr                 | Kolarz               | Miejsce            |
| 81                 | Mads Pedersen (DEN)  | 59.                |
| 82                 | Alex Kirsch (LUX)    | 96.                |
| 83                 | Ryan Mullen (IRL)    | DNF                |
| 84                 | Kiel Reijnen (USA)   | DNF                |
| 85                 | Toms Skujiņš (LAT)   | 81.                |
| 86                 | Jasper Stuyven (BEL) | 26.                |
| 87                 | Edward Theuns (BEL)  | 74.                |

| Groupama-FDJ GFC | Groupama-FDJ GFC       | Groupama-FDJ GFC |
| ---------------- | ---------------------- | ---------------- |
| Nr               | Kolarz                 | Miejsce          |
| 91               | Stefan Küng (SUI)      | 102.             |
| 92               | Mickaël Delage (FRA)   | DNF              |
| 93               | Kevin Geniets (LUX)    | 64.              |
| 94               | Fabian Lienhard (SUI)  | 95.              |
| 95               | Rudy Molard (FRA)      | 40.              |
| 96               | Valentin Madouas (FRA) | 14.              |
| 97               | Jake Stewart (GBR)     | DNF              |

| Israel Start-Up Nation ISN | Israel Start-Up Nation ISN | Israel Start-Up Nation ISN |
| -------------------------- | -------------------------- | -------------------------- |
| Nr                         | Kolarz                     | Miejsce                    |
| 101                        | Nils Politt (GER)          | 19.                        |
| 102                        | Norman Vahtra (EST)        | DNF                        |
| 103                        | Guillaume Boivin (CAN)     | DNF                        |
| 104                        | Itamar Einhorn (ISR)       | DNF                        |
| 105                        | Hugo Hofstetter (FRA)      | DNF                        |
| 106                        | Travis McCabe (USA)        | DNF                        |
| 107                        | Tom Van Asbroeck (BEL)     | 32.                        |

| Bahrain McLaren TBM | Bahrain McLaren TBM   | Bahrain McLaren TBM |
| ------------------- | --------------------- | ------------------- |
| Nr                  | Kolarz                | Miejsce             |
| 111                 | Mark Cavendish (GBR)  | DNF                 |
| 112                 | Sonny Colbrelli (ITA) | 47.                 |
| 113                 | Luka Pibernik (SLO)   | DNF                 |
| 114                 | Feng Chun-kai (TPE)   | DNF                 |
| 115                 | Marco Haller (AUT)    | 55.                 |
| 116                 | Fred Wright (GBR)     | DNF                 |
| 117                 | Dylan Teuns (BEL)     | 11.                 |

| Mitchelton-Scott MTS | Mitchelton-Scott MTS          | Mitchelton-Scott MTS |
| -------------------- | ----------------------------- | -------------------- |
| Nr                   | Kolarz                        | Miejsce              |
| 121                  | Jack Bauer (NZL)              | 69.                  |
| 122                  | Luke Durbridge (AUS)          | 48.                  |
| 123                  | Alexander Edmondson (AUS)     | 105.                 |
| 124                  | Christopher Juul-Jensen (DEN) | DNF                  |
| 125                  | Alexander Konychev (ITA)      | 76.                  |
| 126                  | Luka Mezgec (SLO)             | 23.                  |
| 127                  | Kaden Groves (AUS)            | DNF                  |

| Movistar Team MOV | Movistar Team MOV     | Movistar Team MOV |
| ----------------- | --------------------- | ----------------- |
| Nr                | Kolarz                | Miejsce           |
| 131               | Iñigo Elosegui (ESP)  | DNF               |
| 132               | Juan Diego Alba (COL) | DNF               |
| 134               | Johan Jacobs (SUI)    | DNF               |
| 135               | Lluís Mas (ESP)       | DNF               |
| 136               | Sebastián Mora (ESP)  | 68.               |
| 137               | Eduard Prades (ESP)   |                   |

| NTT Pro Cycling NTT | NTT Pro Cycling NTT               | NTT Pro Cycling NTT |
| ------------------- | --------------------------------- | ------------------- |
| Nr                  | Kolarz                            | Miejsce             |
| 141                 | Edvald Boasson Hagen (NOR)        | 52.                 |
| 142                 | Samuele Battistella (ITA)         | DNF                 |
| 143                 | Max Walscheid (GER)               | 30.                 |
| 144                 | Michael Gogl (AUT)                | 28.                 |
| 145                 | Michael Valgren (DEN)             | 21.                 |
| 146                 | Reinardt Janse van Rensburg (RSA) | 72.                 |
| 147                 | Rasmus Tiller (NOR)               | 86.                 |

| Ineos Grenadiers IGD | Ineos Grenadiers IGD      | Ineos Grenadiers IGD |
| -------------------- | ------------------------- | -------------------- |
| Nr                   | Kolarz                    | Miejsce              |
| 151                  | Michał Kwiatkowski (POL)  | 54.                  |
| 152                  | Leonardo Basso (ITA)      | DNF                  |
| 153                  | Owain Doull (GBR)         | 101.                 |
| 154                  | Christian Knees (GER)     | 103.                 |
| 155                  | Christopher Lawless (GBR) | 99.                  |
| 156                  | Luke Rowe (GBR)           | 50.                  |
| 157                  | Dylan van Baarle (NED)    | 8.                   |

| Team Sunweb SUN | Team Sunweb SUN            | Team Sunweb SUN |
| --------------- | -------------------------- | --------------- |
| Nr              | Kolarz                     | Miejsce         |
| 161             | Tiesj Benoot (BEL)         | 10.             |
| 162             | Cees Bol (NED)             | DNF             |
| 163             | Nikias Arndt (GER)         | 39.             |
| 164             | Nils Eekhoff (NED)         | 58.             |
| 165             | Søren Kragh Andersen (DEN) | DNF             |
| 166             | Alberto Dainese (ITA)      | DNF             |
| 167             | Joris Nieuwenhuis (NED)    | 33.             |

| Astana AST | Astana AST              | Astana AST |
| ---------- | ----------------------- | ---------- |
| Nr         | Kolarz                  | Miejsce    |
| 171        | Daniił Fominych (KAZ)   | DNF        |
| 172        | Laurens De Vreese (BEL) | 77.        |
| 173        | Jewgienij Gidicz (KAZ)  | 89.        |
| 175        | Hugo Houle (CAN)        | 44.        |
| 176        | Davide Martinelli (ITA) | 87.        |
| 177        | Artiom Zacharow (KAZ)   | DNF        |

| UAE Team Emirates UAD | UAE Team Emirates UAD      | UAE Team Emirates UAD |
| --------------------- | -------------------------- | --------------------- |
| Nr                    | Kolarz                     | Miejsce               |
| 181                   | Alexander Kristoff (NOR)   | 3.                    |
| 182                   | Tom Bohli (SUI)            | 80.                   |
| 183                   | Sven Erik Bystrøm (NOR)    | 20.                   |
| 184                   | Vegard Stake Laengen (NOR) | DNF                   |
| 185                   | Marco Marcato (ITA)        | 51.                   |
| 187                   | Rui Oliveira (POR)         |                       |

| Cofidis COF | Cofidis COF              | Cofidis COF |
| ----------- | ------------------------ | ----------- |
| Nr          | Kolarz                   | Miejsce     |
| 191         | Piet Allegaert (BEL)     | 31.         |
| 192         | Dimitri Claeys (BEL)     | 6.          |
| 193         | Damien Touzé (FRA)       | 63.         |
| 194         | Christophe Laporte (FRA) | 82.         |
| 195         | Cyril Lemoine (FRA)      | 56.         |
| 196         | Attilio Viviani (ITA)    | DNF         |
| 197         | Julien Vermote (BEL)     | DNF         |

| Bingoal-Wallonie Bruxelles WVA | Bingoal-Wallonie Bruxelles WVA | Bingoal-Wallonie Bruxelles WVA |
| ------------------------------ | ------------------------------ | ------------------------------ |
| Nr                             | Kolarz                         | Miejsce                        |
| 201                            | Kenny Molly (BEL)              | DNS                            |
| 202                            | Arjen Livyns (BEL)             | 29.                            |
| 203                            | Dimitri Peyskens (BEL)         | DNF                            |
| 204                            | Luc Wirtgen (LUX)              | 88.                            |
| 205                            | Joël Suter (SUI)               | 110.                           |
| 206                            | Lionel Taminiaux (BEL)         | 92.                            |
| 207                            | Tom Wirtgen (LUX)              | 90.                            |

| Circus-Wanty Gobert CWG | Circus-Wanty Gobert CWG    | Circus-Wanty Gobert CWG |
| ----------------------- | -------------------------- | ----------------------- |
| Nr                      | Kolarz                     | Miejsce                 |
| 211                     | Pieter Vanspeybrouck (BEL) | DNF                     |
| 212                     | Boy van Poppel (NED)       | 107.                    |
| 213                     | Ludwig De Winter (BEL)     | DNF                     |
| 214                     | Maurits Lammertink (NED)   | DNF                     |
| 215                     | Xandro Meurisse (BEL)      | 15.                     |
| 216                     | Danny van Poppel (NED)     | 108.                    |
| 217                     | Andrea Pasqualon (ITA)     | 24.                     |

| Sport Vlaanderen-Baloise SVB | Sport Vlaanderen-Baloise SVB | Sport Vlaanderen-Baloise SVB |
| ---------------------------- | ---------------------------- | ---------------------------- |
| Nr                           | Kolarz                       | Miejsce                      |
| 221                          | Cédric Beullens (BEL)        | 75.                          |
| 222                          | Amaury Capiot (BEL)          | 22.                          |
| 223                          | Gilles De Wilde (BEL)        | DNF                          |
| 224                          | Thomas Sprengers (BEL)       | 85.                          |
| 225                          | Fabio Van den Bossche (BEL)  | 67.                          |
| 226                          | Thimo Willems (BEL)          | DNF                          |
| 227                          | Milan Menten (BEL)           | 78.                          |

| B&B Hotels-Vital Concept p/b KTM BVC | B&B Hotels-Vital Concept p/b KTM BVC | B&B Hotels-Vital Concept p/b KTM BVC |
| ------------------------------------ | ------------------------------------ | ------------------------------------ |
| Nr                                   | Kolarz                               | Miejsce                              |
| 231                                  | Frederik Backaert (BEL)              | DNF                                  |
| 232                                  | Cyril Barthe (FRA)                   | 66.                                  |
| 233                                  | Bryan Coquard (FRA)                  | DNF                                  |
| 234                                  | Bert De Backer (BEL)                 | DNF                                  |
| 235                                  | Jens Debusschere (BEL)               | DNF                                  |
| 236                                  | Jérémy Lecroq (FRA)                  | 71.                                  |
| 237                                  | Luca Mozzato (ITA)                   | DNF                                  |

| Total Direct Énergie TDE | Total Direct Énergie TDE | Total Direct Énergie TDE |
| ------------------------ | ------------------------ | ------------------------ |
| Nr                       | Kolarz                   | Miejsce                  |
| 241                      | Niki Terpstra (NED)      | 111.                     |
| 242                      | Geoffrey Soupe (FRA)     | 94.                      |
| 243                      | Florian Maitre (FRA)     | 83.                      |
| 244                      | Adrien Petit (FRA)       | DNF                      |
| 245                      | Anthony Turgis (FRA)     | 4.                       |
| 246                      | Dries Van Gestel (BEL)   | 45.                      |
| 247                      | Romain Cardis (FRA)      | DNF                      |

Legenda: DNF – nie ukończył, OTL – przekroczył limit czasu, DNS – nie wystartował, DSQ – zdyskwalifikowany.

## Klasyfikacja generalna
| \| Klasyfikacja generalna \| Klasyfikacja generalna \| Klasyfikacja generalna \| Klasyfikacja generalna \| Klasyfikacja generalna \| \| Kolarz \| Kolarz \| Państwo \| Drużyna \| Czas \| \| ---------------------- \| ---------------------- \| ---------------------- \| ---------------------- \| ---------------------- \| \| 1. \| Mathieu van der Poel \| Holandia \| Alpecin-Fenix \| 5h 43' 22" \| \| 2. \| Wout van Aert \| Belgia \| Jumbo-Visma \| + 0" \| \| 3. \| Alexander Kristoff \| Norwegia \| UAE Team Emirates \| + 8" \| \| 4. \| Anthony Turgis \| Francja \| Total Direct Énergie \| + 8" \| \| 5. \| Yves Lampaert \| Belgia \| Deceuninck-Quick Step \| + 8" \| \| 6. \| Dimitri Claeys \| Belgia \| Cofidis \| + 8" \| \| 7. \| Oliver Naesen \| Belgia \| AG2R La Mondiale \| + 8" \| \| 8. \| Dylan van Baarle \| Holandia \| Ineos Grenadiers \| + 8" \| \| 9. \| John Degenkolb \| Niemcy \| Lotto-Soudal \| + 8" \| \| 10. \| Tiesj Benoot \| Belgia \| Team Sunweb \| + 8" \| \| 11. \| Dylan Teuns \| Belgia \| Bahrain McLaren \| + 8" \| \| 12. \| Florian Sénéchal \| Francja \| Deceuninck-Quick Step \| + 8" \| \| 13. \| Kasper Asgreen \| Dania \| Deceuninck-Quick Step \| + 8" \| \| 14. \| Valentin Madouas \| Francja \| Groupama-FDJ \| + 8" \| \| 15. \| Xandro Meurisse \| Belgia \| Circus-Wanty Gobert \| + 8" \| \| 16. \| Alberto Bettiol \| Włochy \| EF Pro Cycling \| + 8" \| \| 17. \| Sep Vanmarcke \| Belgia \| EF Pro Cycling \| + 16" \| \| 18. \| Jasper De Buyst \| Belgia \| Lotto-Soudal \| + 2' 41" \| \| 19. \| Nils Politt \| Niemcy \| Israel Start-Up Nation \| + 2' 41" \| \| 20. \| Sven Erik Bystrøm \| Norwegia \| UAE Team Emirates \| + 2' 41" \| |                      |          |                        |            |
| |                      |          |                        |            |
| Źródło: ProCyclingStats |                      |          |                        |            |
| Klasyfikacja generalna |                      |          |                        |            |
| Kolarz | Kolarz               | Państwo  | Drużyna                | Czas       |
| 1. | Mathieu van der Poel | Holandia | Alpecin-Fenix          | 5h 43' 22" |
| 2. | Wout van Aert        | Belgia   | Jumbo-Visma            | + 0"       |
| 3. | Alexander Kristoff   | Norwegia | UAE Team Emirates      | + 8"       |
| 4. | Anthony Turgis       | Francja  | Total Direct Énergie   | + 8"       |
| 5. | Yves Lampaert        | Belgia   | Deceuninck-Quick Step  | + 8"       |
| 6. | Dimitri Claeys       | Belgia   | Cofidis                | + 8"       |
| 7. | Oliver Naesen        | Belgia   | AG2R La Mondiale       | + 8"       |
| 8. | Dylan van Baarle     | Holandia | Ineos Grenadiers       | + 8"       |
| 9. | John Degenkolb       | Niemcy   | Lotto-Soudal           | + 8"       |
| 10. | Tiesj Benoot         | Belgia   | Team Sunweb            | + 8"       |
| 11. | Dylan Teuns          | Belgia   | Bahrain McLaren        | + 8"       |
| 12. | Florian Sénéchal     | Francja  | Deceuninck-Quick Step  | + 8"       |
| 13. | Kasper Asgreen       | Dania    | Deceuninck-Quick Step  | + 8"       |
| 14. | Valentin Madouas     | Francja  | Groupama-FDJ           | + 8"       |
| 15. | Xandro Meurisse      | Belgia   | Circus-Wanty Gobert    | + 8"       |
| 16. | Alberto Bettiol      | Włochy   | EF Pro Cycling         | + 8"       |
| 17. | Sep Vanmarcke        | Belgia   | EF Pro Cycling         | + 16"      |
| 18. | Jasper De Buyst      | Belgia   | Lotto-Soudal           | + 2' 41"   |
| 19. | Nils Politt          | Niemcy   | Israel Start-Up Nation | + 2' 41"   |
| 20. | Sven Erik Bystrøm    | Norwegia | UAE Team Emirates      | + 2' 41"   |